# ماجناسيني نيندري
ماجناسيني نيندري هي قرية تقع في جزيرة أنجوان في جزر القمر. بلغ عدد سكانها 1,376 نسمة حسب إحصاء عام 1991.